# Filip Forgeau
Filip Forgeau est un réalisateur français et metteur en scène de théâtre né à Chatellerault en 1967.

## Biographie
Réalisateur de deux longs métrages, Filip Forgeau est connu comme metteur en scène de théâtre, auteur d'une trentaine de pièces et directeur artistique de la Compagnie du désordre qu'il a fondée en 1987.

## Filmographie
- 1993 : L'Iguane (coréalisatrice : Maryel Ferraud)
- 1994 : Le Terminus de Rita
- 1997 : Boulevard des mythes (moyen métrage)

## Publications
- Les Souffrances du jeune Werther, Actes Sud, 1987
- Pas de quartier pour ma viande, Lansman, 1998
- L'étal, éditions de L'Amourier, 2003
- L'iguane, éditions Le Bruit des Autres, 2004
- Chienne est la nuit des papillons, éditions Le Bruit des Autres, 2005
- Animal Fragile (Le galop du girafon), éditions Le Bruit des Autres, 2006
- Un atoll dans la tête, Le bruit des autres, 2006
- La chambre noire suivi de S'écorche, éditions Le Bruit des Autres, 2007
- Blanche, la nuit suivi de La petiote, éditions Le Bruit des Autres, 2007
- La dispute d'après Marivaux, édition Les Cygnes, 2008
- Orson or not Orson, édition Les Cygnes, 2008
- De l'amour, de la rage et autres cocktail Molotov !, Lansman, 2009
- HP, éditions Dernier Télégramme, 2011
- La chambre de Milena, préface de Daniel Mesguich, éditions Le Bruit des Autres, 2014
- La chambre d'Anaîs, éditions Le Bruit des Autres, 2014
- Rosa liberté, éditions Les Cygnes, 2016
- Journal du pays où je ne suis pas né, éditions Incipit en W, 2017
- Federico(s), Éditions théâtrales, 2018
- La mélancolie de l'iguane, éditions du Net, 2018
- Une Andalouse en Andalousie, éditions Encre Rouge, 2019
- Blanche la nuit suivi de Le voyage de Charlie, éditions Théâtrales, 2019
- La chambre de Marie Curie suivi de La chambre de Milena, préface de Daniel Mesguich, éditions Les Cygnes, 2020
- Victor Hugo de père en filles suivi de La chambre d'Anaîs, éditions Les Cygnes, 2020
- Kosmos mélancolie , photographies de Freddy Rapin, Maison du Livre de Bécherel, 2020
- Rosa Luxemburg - Lettres de la maison sombre et triste, éditions Triartis, 2021
- Grand frère et petite soeur, éditions Théâtrales, 2023